# Szaflary
Szaflary è un comune rurale polacco del distretto di Nowy Targ, nel voivodato della Piccola Polonia.
Ricopre una superficie di 54,31 km² e nel 2004 contava 10 125 abitanti.